# Atak rakietowy na Winnicę
Atak rakietowy na Winnicę – atak powietrzny przeprowadzony przez wojska rosyjskie 14 lipca 2022 roku o godzinie 10:00 czasu lokalnego podczas inwazji Rosji na Ukrainę. W wyniku ataku zginęło 27 osób (w tym troje dzieci), a ponad 100 zostało rannych Atak został nazwany przez prezydenta Zełenskiego „jawnym aktem terroryzmu”.

## Przebieg wydarzeń
14 lipca 2022 r. około godziny 10:10 w mieście zabrzmiał alarm. Około 10:42 zaczęły pojawiać się doniesienia o trzech eksplozjach. Przedtem mieszkańcy zauważyli pociski lecące nad sąsiednim Berszadem i nad Winnicą. Według raportu rządu ukraińskiego Siły Zbrojne Federacji Rosyjskiej wystrzeliły 4 pociski typu Kalibr z okrętu podwodnego stacjonującego na Morzu Czarnym. Dwa z pocisków zostały zestrzelone, a pozostałe dwa uderzyły w budynki cywilne, w których znajdowały się centrum medyczne, biura, sklepy i mieszkania. Pociski typu Kalibr mają wbudowane samonaprowadzanie radarowe, co służby lokalne wskazały jako dowód na umyślny wybór celu cywilnego przez siły rosyjskie.

## Reakcje
15 lipca w Winnicy i obwodzie winnickim ogłoszono dzień żałoby po zmarłych.
Prezydent Ukrainy Wołodymyr Zełenski napisał w oświadczeniu na kanale Telegramu: Winnica. Rakieta uderzyła w centrum miasta. Są ranni i zabici, a wśród nich małe dziecko. Rosja każdego dnia niszczy ludność cywilną, zabija ukraińskie dzieci, kieruje rakiety na obiekty cywilne, gdzie nie ma żadnych celów wojskowych. Co to jest, jeśli nie jawny akt terroryzmu? Nieludzkie. Kraj zabójców. Kraj terrorystów.

## Galeria

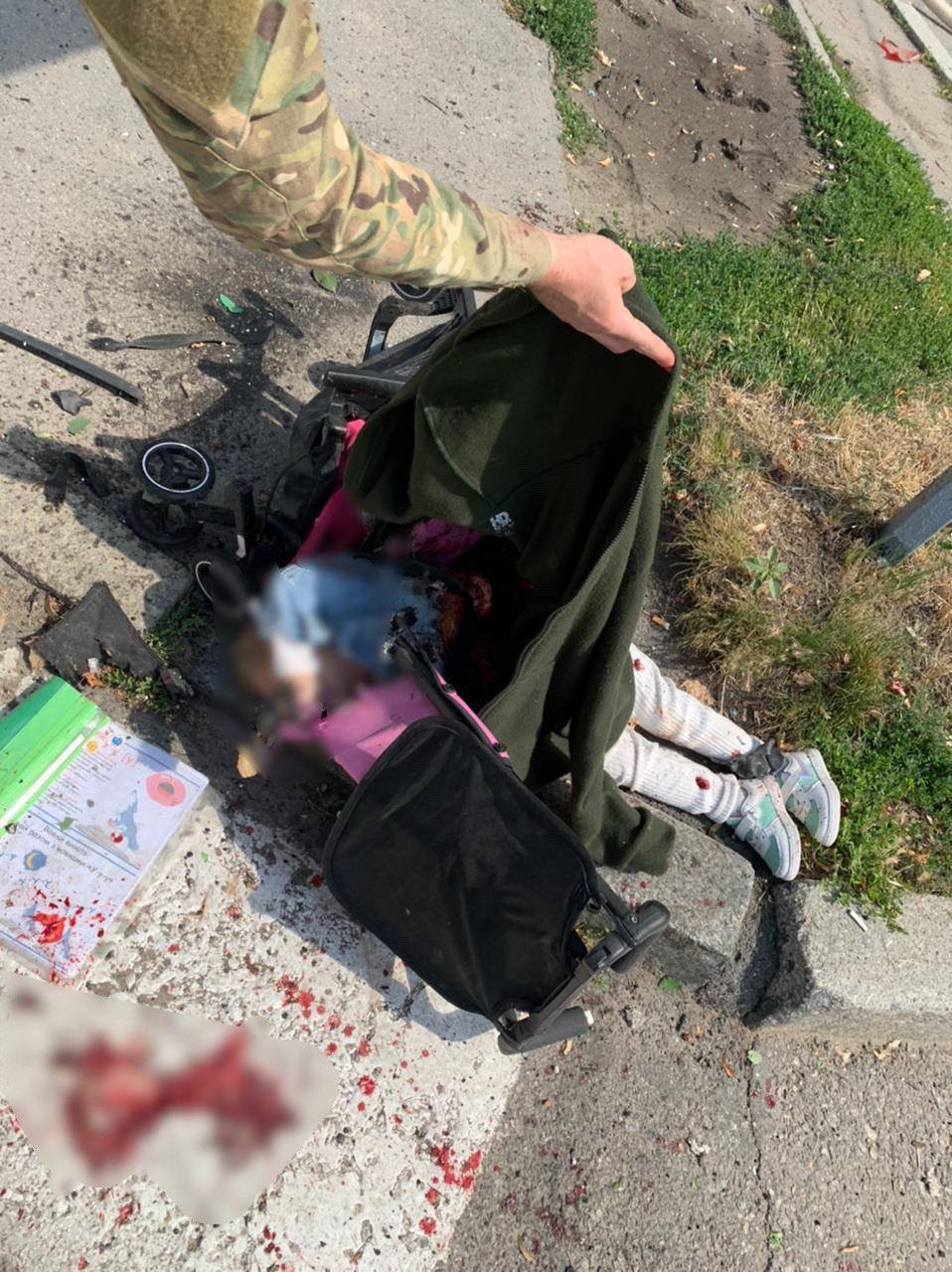
Zwłoki dziecka zabitego w nalocie w Winnicy
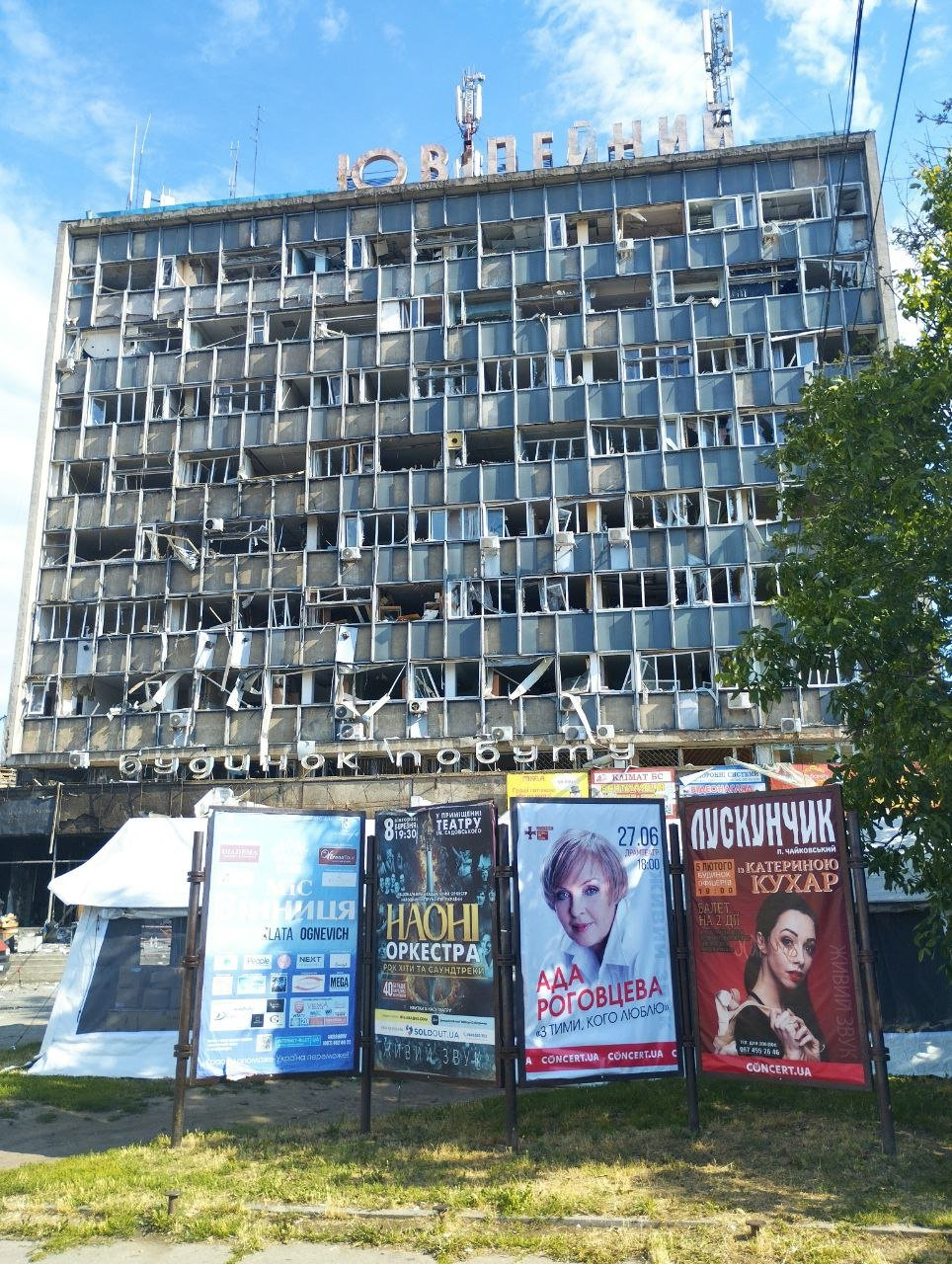
Biurowiec zniszczony w wyniku ataku
- Akcja ratunkowa po ataku